# Baikunthpur
Baikunthpur là một thị xã và là nơi đặt ủy ban khu vực quy hoạch (notified area committee) của quận Koriya thuộc bang Chhattisgarh, Ấn Độ.

## Địa lý
Baikunthpur có vị trí 23°15′B 82°33′Đ / 23,25°B 82,55°Đ Nó có độ cao trung bình là 529 mét (1735 foot).

## Nhân khẩu
Theo điều tra dân số năm 2001 của Ấn Độ, Baikunthpur có dân số 10.076 người. Phái nam chiếm 54% tổng số dân và phái nữ chiếm 46%. Baikunthpur có tỷ lệ 78% biết đọc biết viết, cao hơn tỷ lệ trung bình toàn quốc là 59,5%: tỷ lệ cho phái nam là 83%, và tỷ lệ cho phái nữ là 72%. Tại Baikunthpur, 13% dân số nhỏ hơn 6 tuổi.